# Заплава річки Атманай
Заплава р. Атманай — орнітологічний заказник місцевого значення. Об'єкт розташований на території Якимівського району Запорізької області, від меж земель Давидівської сільської ради до дамб ставка Запорізького рибкомбінату.
Площа — 46,6 га, статус отриманий у 2001 році.